# John Percy
Pour les articles homonymes, voir Percy.
John Percy (1817–1889) est un métallurgiste anglais, médecin de formation.
Son ouvrage majeur A Treatise on Metallurgy, en 4 volumes, tente une synthèse de 3 500 pages des connaissances de l'époque en métallurgie et des pistes de recherches les plus prometteuses. Rapidement traduit en français (Traité complet de métallurgie) et en allemand (Die Metallurgie), son ouvrage, inachevé, a été un classique de la littérature scientifique de l'époque.

## Publications et œuvres
Le catalogue de la Royal Society (vol. IV, VIII et X) recense 21 publications de Percy seul, une cosignée avec W. H. Miller et une avec R. Smith. Par ailleurs, il a publié deux allocutions présidentielles dans le journal de l'Iron and Steel Institute (1885, I. 8, and 1886, I. 29), ainsi qu'un article intitulé On Steel Wire of High Tenacity (1886, I. 162). En 1848, il contribue à une publication dans The Chemist (vol. I p. 248) relative à la métallurgie extractive de l'argent (procédé exploitant la solubilité des chlorures dans le thiosulfate de sodium), annonçant le procédé Von Patera (en) utilisé à Jáchymov ainsi que le procédé Russell utilisé dans l'ouest des États-Unis.
- (en) John Percy, On the Metallurgical Treatment and Assaying of Gold Ores, 1852 (lire en ligne)
- (en) John Percy, An experimental inquiry concerning the Presence of Alcohol in the Ventricles of the Brain after Poisoning by that Liquid, Londres, Hamilton, Adams & Company, 1839, 112 p. (lire en ligne)
- (en) John Percy, On the Importance of Special Scientific Knowledge to the Practical Metallurgist : being the Introductory Lecture to the Course of Metallurgy, Session 1851-1852, Londres, George E. Eyre and William Spottiswoode, 1852, 25 p.
- (en) John Percy, A Treatise on Metallurgy, Londres, 1864-1880, 3500 p.
  - John Percy (trad. traduction supervisée par l'auteur), Traité complet de métallurgie, Paris, Librairie polytechnique de Noblet et Baudry éditeur, 1865 (lire en ligne)
  - (de) John Percy (trad. Friedrich Ludwig Knapp (de), Hermann Wedding (de) et Carl Rammelsberg), Die Metallurgie. Gewinnung und Verarbeitung der Metalle und ihrer Legierungen in praktischer und theoretischer, besonders chemischer Beziehung., Brunswick (Basse-Saxe), Vieweg, 1862-1881